# گردان طولکرم
گردان طولکرم (به عربی: كتيبة طولكرم)، یک گروه مبارز فلسطینی در کرانه باختری است که به جناح‌های سیاسی مختلف فلسطینی وابسته است. گردان طولکرم برای اولین بار در مارس ۲۰۲۲ در شهر فلسطینی طولکرم در کرانه باختری ظاهر شد و در شهر طولکرم و اردوگاه آن مستقر شد. در سال ۲۰۲۱ به عنوان گروهی برای گردان‌های قدس، اگر چه در مارس ۲۰۲۲ با مؤسس آن سیف ابو لبده مستقل شد. بسیاری از رزمندگان از گردان‌های عزالدین قسام به این گروه پیوستند و در اوایل سال ۲۰۲۳ بسیاری از اعضای گردان‌های شهدای الاقصی تحت عنوان «گروه واکنش سریع» که توسط امیر ابو خدیجه تأسیس شده بود، به این گردان پیوستند.